# Tauno Palo

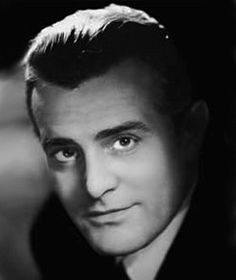
Tauno Palo in den 1940ern

Tauno Valdemar Palo (* 25. Oktober 1908 in Hämeenlinna als Tauno Brännäs; † 24. Mai 1982 in Helsinki) war ein finnischer Film- und Theaterschauspieler sowie Sänger.

## Leben
Taulo Brännäs – erst ab den 1930ern verwendete er den Namen Palo – wurde 1908 als drittes Kind von Lars Petter Brännäs und Olga Andersson geboren. Beide Eltern arbeiteten in Hämeenlinna in der Tabakfabrik. Sein älterer Bruder Gösta Brännäs (1904–28) war Mittelgewichtsboxer und gewann 1925 bei der ersten Arbeiterolympiade in Frankfurt am Main eine Silbermedaille. Seine Schwester war Alli Ingeborg Brännäs.
1911 zog die Familie nach Sörnäinen, einem industriell geprägten Stadtteil von Helsinki. Dadurch sprach er, anders als seine älteren Geschwister, die sowohl schwedisch als auch finnisch sprachen, hauptsächlich finnisch. Am chemischen Forschungsinstitut der Streitkräfte begann er eine Ausbildung als Chemielaborant. In diesem Beruf arbeitete er bis Mitte der 1930er, danach lebte er von der Schauspielerei. Neben der Ausbildung begann er 1927, auf Anregung seiner Schwester, am Arbeitertheater zu spielen.
1931 hatte Palo in Jääkärin morsian (Die Braut des Jägers), noch unter dem Namen Tauno Brännäs, seine erste Hauptrolle in einem Spielfilm. Der Film war zwar noch als Stummfilm gedreht worden, enthielt aber einige Musikstücke, unter anderem auch von Palo. Seine gute Stimme verhalf ihm in den aufkommenden Tonfilmen zu einer Karriere. Ab 1932 spielte er am finnischen Nationaltheater. Hier änderte er seinen Namen zunächst in Paloniemi, schließlich in Palo. Das schwedische Brännäs lässt sich als brennende Halbinsel übersetzen, Paloniemi heißt das gleiche auf Finnisch. Die Kurzform Palo bedeutet Brand.
Er spielte zunächst nur kleinere Rollen, da es als unter der Würde des Nationaltheaters angesehen wurde, einem populären Filmschauspieler eine Hauptrolle zu geben. Ab 1934 war Palo auch als Musiker erfolgreich. Insgesamt spielte Palo bis 1973 mehr als 300 Bühnenrollen und in 65 Spielfilmen. Auch Hörspiele spielte er ein, so zum Beispiel 1949 die finnische Übersetzung von Draußen vor der Tür von Wolfgang Borchert. Seine Interpretation des Soldaten Beckmann wurde als eine der besten des Radiotheaters bewertet.
In zwölf Filmen, meist romantischen Komödien, spielte Palo an der Seite von Ansa Ikonen. Beide galten zeitweise als das Traumpaar des finnischen Films. Verheiratet war Palo allerdings seit 1934 mit der finnischen Schauspielerin Sylvi Sakki (1911–1987). Ihre Söhne Pertti Palo (1934–2010) und Martti Palo (1943–2009) wurden ebenfalls Schauspieler. Ab 1949 war Palo mit der Schauspielerin Kirsti Ortola (1924–1993) liiert. 1954 wurde ihr gemeinsamer Sohn Jukka-Pekka Palo geboren. Dieser wurde auch Schauspieler, seine erste Rolle spielte er 1961 in Palos letztem Film  Tulipunainen kyyhkynen. 1962 ließ Palo sich von seiner ersten Frau scheiden und heiratete Ortola, mit der er bis an sein Lebensende verheiratet blieb.

## Ehrungen
Tauno Palo wurde dreimal, nämlich 1946, 1950 und 1952, als Bester Hauptdarsteller mit dem Jussi ausgezeichnet, dem seit 1944 verliehenen finnischen Filmpreis. Dies gelang seitdem nur noch Lasse Pöysti in den Jahren 1977, 1980 und 1987.

## Filmografie
- 1931: Jääkärin morsian (Die Braut des Jägers), als Tauno Brännas
- 1935: Kaikki rakastavat (Jeder liebt), erster Film mit Ansa Ikonen
- 1936: Vaimoke (Frauling)
- 1941: Kulkurin valssi (Landstreicherwalzer)
- 1941: Rosvo-Roope (Räuber Roope)
- 1953: Se alkoi sateessa (Es begann im Regen)
- 1955: Tuntematon sotilas (Der unbekannte Soldat) Verfilmung von Kreuze in Karelien
- 1961: Tulipunainen kyyhkynen (Die tulpenfarbene Taube)

## Bühnenrollen
- Anton Tschechow: Onkel Wanja (als Dr. Astrow)
- Aleksis Kivi: Die sieben Brüder (als Juhani)
- Henrik Ibsen: Nora oder Ein Puppenheim (als Dr. Rank)
- Tennessee Williams: Endstation Sehnsucht (als Stanley)
- Georg Büchner: Dantons Tod (als Danton)
- Josef Julius Wecksell: Daniel Hjort  (als Olavi)

## Diskografie (Auswahl)
- Tuulikki 1934 (Odeon A 228258), Walzer
- Tuohinen sormus 1934 (Odeon A 228282), Jenkka
- Syksyn tullessa 1935 (Odeon A 228327), Walzer
- Mieheke 1936 (Odeon A 228359), Jenkka
- Marjatta 1936 (Odeon A 228360), Tango
- Sinä semmoinen, minä tämmöinen 1936 (Odeon 228370), Jenkka
- Nuoruuden sävel 1940 (Odeon A 228590), auf SF-parati (Finnische Filmparade)
- mit Ansa Ikonen: Pot-pot-pot 1940 (Odeon A 228590), auf SF-parati (Finnische Filmparade)
- Näenhän valoisan taivaan 1940 (Odeon A 228615), auf SF-parati (Finnische Filmparade)
- Soittoniekka 1942 (Columbia DY 386), Ballade
- Ruusu on punainen 1967 (RCA FAS 985), Comeback mit einem von Aarno Raninen arrangierten deutschen Schlager
- Rosvo-Roope 1968 (RCA EPS 222), Filmmusik
- mit Ansa Ikonen: Ansa & Tauno 1974 (Kiss RPLP 5007), LP, einschließlich Kulkurin valssi[4]